# アドルフ・フリードリヒ・シュテンツラー
アドルフ・フリードリヒ・シュテンツラー（ドイツ語: Adolf Friedrich Stenzler、1807年7月9日 - 1887年2月27日）は、ドイツの東洋学者、インド学者。ドイツにおける初期のサンスクリット研究者で、サンスクリット教科書の編纂で知られる。

## 略歴
1807年、ポメラニア地方のヴォルガスト（当時はスウェーデンの飛び地）に生まれ、1826年からグライフスヴァルト大学で神学を学んだ。早くから東洋の言語に興味を持ち、翌1827年にベルリン大学に移ってフランツ・ボップからサンスクリットと比較言語学を学んだ。1828年にはボン大学に移り、アウグスト・ヴィルヘルム・シュレーゲルにサンスクリットを、ゲオルク・フライタークにアラビア語を学んだ。1829年に『ブラフマヴァイヴァルタ・プラーナ』の研究でベルリン大学の博士の学位を取得した。
同年、当時の東洋学の中心であったパリに住んだが、七月革命を避けてロンドンへ移り、イギリス東インド会社の所有する写本を研究した。
1833年にブレスラウ大学の員外教授に就任し、1847年に正教授に昇任した。教え子にリス・デービッズやリヒャルト・ピシェルがある。

## 主要な著作
シュテンツラーは1869年にサンスクリットの教科書(Elementarbuch der Sanskrit-Sprache)を編纂した。後に教え子のリヒャルト・ピシェルによって改訂され、現在も使われている。荻原雲来によって日本語にも翻訳された。
シュテンツラーが校訂・出版した作品にはカーリダーサの詩『ラグ・ヴァンシャ』(1832、ラテン語訳つき)・『クマーラ・サンバヴァ』(1838、ラテン語訳つき)・『メーガ・ドゥータ』(1874)、伝シュードラカ作の戯曲『ムリッチャカティカー』(1847)などの文学作品や、『ヤージュニャヴァルキヤ法典』(1849、ドイツ語訳つき)、ガウタマ『ダルマ・スートラ』(1876)などのヒンドゥー法の文献がある。